# Manifestación de Dios
La Manifestación de Dios ( en persa: مظهر ظهور maẓhar ẓohūr ) es un concepto del bahaísmo que se refiere a lo que comúnmente se llama profetas. Las Manifestaciones de Dios son apariciones del Espíritu Divino o Espíritu Santo en una serie de personajes y, como tales, reflejan perfectamente los atributos de lo divino en el mundo humano para el progreso y avance de la moral y la civilización humanas a través de la agencia de ese mismo Espíritu.
En la Fe bahá'í se cree que las Manifestaciones de Dios son el único canal para que la humanidad sepa acerca de Dios porque el contacto con el Espíritu es lo que transforma el corazón y la mente, creando una relación viva entre el alma y Dios. Actúan como espejos perfectos que reflejan los atributos de Dios en el mundo físico.  Las enseñanzas baháʼís sostienen que la fuerza motriz de todo desarrollo humano se debe a la llegada de las Manifestaciones de Dios.  Las Manifestaciones de Dios están directamente vinculadas con los conceptos baháʼís de revelación progresiva y unidad de religión.

Los Bahai comparten el objetivo común de servir a la humanidad y perfeccionar sus vidas interiores de acuerdo con las enseñanzas de Bahá´u´lláh (la Gloria de Dios). La comunidad a la que pertenecen es una comunidad de aprendizaje y acción, libre de cualquier sentimiento de superioridad o pretensión de una comprensión exclusiva de la verdad. También creen en la igualdad entre el hombre y la mujer y en la armonía entre ciencia y religión y en la necesidad de la libre búsqueda de la verdad.

## Mensajeros
Es sabido que a lo largo de nuestra historia como humanos, han descendido a la Tierra diferentes maestros, todos ellos con mensajes directos de nuestro padre Dios que podrían resumirse en palabras de amor y búsqueda de una construcción activa de la paz. Mensajes que luego han sido pensados desde religiones pero que responderían a un llamado interior de conexión y búsqueda de regreso a casa, común a todas ellas.
En línea con la postura de los Bahai, en relación con la creencia y búsqueda de armonía entre ciencia y religión y pensándolo desde los aprendizaje, se podría relacionar con la teoría presentada por la psicóloga Helen Schucman en su libro "Un Curso de Milagros" (1976). La premisa subyacente es que el mayor milagro consiste en lograr plena «conciencia de la presencia del amor» en la propia vida y detalla un plan de estudios que guía al lector en el "camino de la Iluminación y en el regreso a casa en Dios". Para esto desarrolla en detalle explicaciones para poder discernir la voz del ego de la voz del Espíritu Santo, ambas presentes en una mente dividida, mostrándonos de forma práctica cómo comenzar a identificar nuestra verdadera conexión con la Fuente (Dios) y así abandonar las batallas que nos llevan al sufrimiento. Desde ésta mirada, al reconocer y aceptar nuestra verdadera esencia, nosotros mismo nos convertimos en mensajeros (siempre desde la humildad para con los grandes maestros-mensajeros) a través de cada elección y acción que llevamos adelante y mostramos a nuestros hermanos. Recordemos siempre, que todo lo que hacemos deja huella y de allí devienen nuestros aprendizajes, personales y colectivos.
| Nombre                     | Otras religiones en las que es venerado                           |
| -------------------------- | ----------------------------------------------------------------- |
| Adán                       | Judaísmo, mandeísmo, cristianismo, islam, drusismo                |
| Idris (Hermes Trismegisto) | Islam, drusismo                                                   |
| Noé                        | Judaísmo, mandeísmo, cristianismo, islam, drusismo                |
| Krishna                    | Hinduismo, jainismo, islam (Ahmadía)                              |
| Hud                        | Islam, drusismo                                                   |
| Salé                       | Islam, drusismo                                                   |
| Zoroastro                  | Zoroastrismo, maniqueísmo, mitraísmo, islam (Ahmadía)             |
| Abraham                    | Judaísmo, mandeísmo, cristianismo, islam, drusismo                |
| Ismael                     | Judaísmo, mandeísmo, cristianismo, islam, drusismo                |
| Isaac                      | Judaísmo, mandeísmo, cristianismo, islam, drusismo                |
| Jacob                      | Judaísmo, mandeísmo, cristianismo, islam, drusismo                |
| José                       | Judaísmo, mandeísmo, cristianismo, islam, drusismo                |
| Lot                        | Judaísmo, mandeísmo, cristianismo, islam, drusismo                |
| Job                        | Judaísmo, mandeísmo, cristianismo, islam, drusismo                |
| Shuaib                     | Islam, drusismo                                                   |
| Aaron                      | Judaísmo, samaritanismo, mandeísmo, cristianismo, islam, drusismo |
| David                      | Judaísmo, mandeísmo, cristianismo, islam, drusismo                |
| Moises                     | Judaísmo, mandeísmo, cristianismo, islam, drusismo                |
| Profeta de los Sabeos      | Sabeísmo, islam, drusismo                                         |
| Salomón                    | Judaísmo, mandeísmo, cristianismo, islam, drusismo                |
| Elías                      | Judaísmo, mandeísmo, cristianismo, islam, drusismo                |
| Jonás                      | Judaísmo, mandeísmo, cristianismo, islam, drusismo                |
| Buda                       | Budismo, maniqueísmo                                              |
| Isaías                     | Judaísmo, mandeísmo, cristianismo, islam, drusismo                |
| Jeremías                   | Judaísmo, mandeísmo, cristianismo, islam, drusismo                |
| Ezequiel                   | Judaísmo, mandeísmo, cristianismo, islam, drusismo                |
| Zacarías                   | Judaísmo, mandeísmo, cristianismo, islam, drusismo                |
| Joél                       | Judaísmo, mandeísmo, cristianismo, islam, drusismo                |
| Daniel                     | Judaísmo, mandeísmo, cristianismo, islam, drusismo                |
| Juan el Bautista           | Mandeísmo, cristianismo, islam, drusismo                          |
| Jesús                      | Cristianismo, islam, drusismo, maniqueísmo                        |
| Mahoma                     | Islam, drusismo                                                   |
| Bab                        | Babismo                                                           |
| Baha'ullah                 |                                                                   |